# كايروكي
كايروكي (بالإنجليزية: Cairokee)‏ فرقة غنائية روك مصرية تغني بالعربية باللهجة المصرية. بدأت الفرقة بشكل رسمي في 2003 وهي الآن مؤلفة من خمسة أفراد هم أمير عيد (غناء وغيتار)، شريف هواري (غيتار وصوت)، تامر هاشم (درامز)، آدم الألفي (باص جيتار)،شريف مصطفى (أورغ). حققت الفرقة نجاح كبير منذ بداية ثورة 25 يناير المصرية، تحديدًا بعد أغنية «صوت الحرية» التي يعتبرها شباب مصر «أغنية الثورة» أو «أغنية الحرية» لأنها تم عرضها قبل يوم واحد من تنحي محمد حسني مبارك. مما يميز «صوت الحرية» أيضا أنها تم تصويرها في ميدان التحرير وظهر فيها الثوار يرددون كلمات الأغنية مما أعطى الأغنية مصداقية وأوحى بأنها من صنع الثوار أنفسهم. تتميز أغانيهم بالكلمات التي تعبر عن واقع شباب مصر وتدعوه للتفكير والتغيير.
قبل تكوّن الفرقة كان أعضاءها أصدقاء شغوفين بالغناء والموسيقى. اثناء تكوين الفرقة بدأ أمير عيد بـ الغناء والعزف على الجيتار وشريف الهواري بالعزف على جيتار كهربائي ثم انضم إليهم الباقون. بدأوا الغناء بالإنجليزية تحت اسم The Black Star ( شريف الهواري هو من قام بإختيار هذا الإسم )، ثم قاموا بتغيير الإسم إلى فرقة كايروكي ( شريف الهواري هو من قام بإختيار هذا الإسم ايضاً ) والغناء بلغتهم الأم. اسم كايروكي مزيج من الكلمتين Karaoke وCairo وهو يعبر عن أنهم يغنون عن واقع شباب مصر. حققت أغانيهم نجاحًا كبيرًا حيث أن الشباب المصري استطاع أن يجد نفسه فيها لأنها أقرب إلى واقعهم وتفكيرهم من غيرها من الأغاني. كان لهذا النجاح أثر كبير على المشهد الغنائي المصري لأنهم أبرزوا نوع مختلف من الغناء العربي، الأمر الذي ألهم فنانين آخرين أن يغنوا هذا النوع من الأغاني.
اول ألبوم تم إصداره للفرقة هو ألبوم "مطلوب زعيم" عام 2011. من أشهر أغانيه «صوت الحرية»، بالإضافة إلى «مطلوب زعيم»، و"حلمي أنا".
كما اشتهرت في هذا العام أغنية «يا الميدان» بالاشتراك مع عايدة الأيوبي. وفي عام 2012 حقق ألبومهم «وأنا مع نفسي قاعد» نجاح غير متوقع حيث أصبح من الأعلى مبيعًا على مستوى مصر.

## الأعضاء
- أمير عيد (غناء وجيتار).
- تامر هاشم (درامز).
- شريف هواري (جيتار كهربائي).
- ادم الالفي (باص جيتار).
- شريف مصطفى (أورغ بيانو).

## أعمال الفرقه
| تاريخ الإصدار | العنوان             | القائمة |
| ------------- | ------------------- | --- |
| 2011          | مطلوب زعيم          | 1. يعدي الصيف 2. صوت الحرية 3. مطلوب زعيم 4. حلمي أنا 5. مصراوي 6. الواد بتاع المزيكا 7. غريب في بلاد غريبة 8. افرد جناحك 9. اثبت مكانك                                                                     |
| 2012          | وأنا مع نفسي قاعد   | 1. الملك 2. كل يوم ممكن يكون بداية 3. بكرة الشمس تطلع 4. وأنا مع نفسي قاعد 5. لو كان عندي جيتار 6. صوتي 7. بسأل عليكي 8. تايه 9. لكن إحساسي مش كفاية 10. مستني                                              |
| 2014          | السكة شمال          | 1. إعادة نظر 2. الخط ده خطى 3. أجمل ما عندى 4. السكة شمال 5. غريب في بلاد غريبة 6. ياما في الحبس مظاليم 7. نفسى أفَجَر 8. أنا مش قادر 9. لما أتقابلنا 10. طلع الصباح 11. مسرحية 12. ياترى فاكر 13. في النهاية |
| 2015          | ناس وناس            | 1. والله ما عايز 2. قبل الوصول 3. جينا الدنيا في لفة 4. كل حاجة بتعدي 5. نعدي الشارع سوا 6. مربوط باستك 7. غمض عينك 8. إلباكا باكا 9. على الهامش 10. ناس وناس 11. التلفزيون                                 |
| 2017          | نقطة بيضا           | 1. نقطة بيضا 2. هدنة 3. كنت فاكر 4. أضحك 5. ليلي 6. الديناصور 7. السكة شمال في شمال 8. الكيف 9. عم غريب 10. اخر أغنية                                                                                       |
| 2019          | أبناء البطة السوداء | 1. بنخاف 2. كان لك معايا 3. يا أبيض يا أسود 4. هاتلنا بالباقي لبان 5. يلا نغني 6. أنا السيجارة 7. ما عاد صغيرا 8. أنا الصوت 9. هوب هوب                                                                      |
| 2022          | روما                | 1. متوحشنيش 2. جيمس دين 3. تارانتينو 4. كوستاريكا 5. نفسي احبك 6. روبيرتو 7. روما 8. بسرح واتوه 9. انا نجم 10. جوني كاش 11. زمن الكلام 12. ساموراي                                                          |

### أخرى
- اثبت مكانك 2012
- يا الميدان 2011
- كوكاكولا 2009
- إخناتون 2009
- فين أنا 2009
- غريب 2009
- لحمة 2009
- سلام يا مان 2009
- يا ترى فاكر 2009
- إعلان كوكاكولا 2012
- احنا الشعب 2012
- أنا مش منهم 2012
- اتجنن 2013
- لما اتقابلنا
- مكملين (كوكاكولا رمضان 2013)
- ناس بترقص وناس بتموت 2014
- آخر أغنية 2016
- القلب اشتكي (لوكر 2018)

## جوائز
جائزه الميما لأفضل فريق موسيقي في الشرق الأوسط (MEMA Middle East Music Awards) مرتين 2013,2016

## تأريخ تطور الفرقة وأثرها
صدر كتاب "ايامي مع كايروكي" عن تأريخ تطور الفرقة وأثرها في 2018 عن الدار المصرية اللبناني بواسطة الكاتب ولاء كمال

## وصلات خارجية
- كايروكي على موقع IMDb (الإنجليزية)
- كايروكي على موقع ميوزك برينز (الإنجليزية)
- كايروكي على موقع أول ميوزيك (الإنجليزية)
- كايروكي على موقع ديسكوغز (الإنجليزية)